# Gare de Morcenx
Gare de Morcenx vasútállomás Franciaországban, Morcenx településen.

## Vasútvonalak
Az állomást az alábbi vasútvonalak érintik:
- Bordeaux–Irun-vasútvonal
- Morcenx–Bagnères-de-Bigorre-vasútvonal

## Kapcsolódó állomások
A vasútállomáshoz az alábbi állomások vannak a legközelebb:
- Gare de Labouheyre
- Gare d’Arengosse
- Gare de Dax
- Gare de Rion-des-Landes